# Premio Jean Vigo
Il premio Jean Vigo è un premio cinematografico istituito da Claude Aveline nel 1951, in omaggio al regista francese Jean Vigo.
È attribuito a «un regista francese che si è distinto per la sua indipendenza di spirito e per la sua originalità di stile»; in pratica ad essere premiate non sono le qualità formali del film, ma la portata sociale ed umana della regia. Il premio è di solito assegnato a giovani registi.
Fino al 1960 veniva assegnato un unico premio indipendentemente dalla lunghezza del film. In seguito sono stati attribuiti di solito due distinti premi: uno per i lungometraggi e uno per i cortometraggi.

## Premiati
Quando non diversamente indicato si tratta di lungometraggi
- 1951
  - Jean Leherissey - La montagne est verte, cortometraggio
- 1952
  - Henri Schneider - La grande vie
- 1953
  - Albert Lamorisse - Crin-blanc, cortometraggio
- 1954
  - Alain Resnais - Les statues meurent aussi, cortometraggio
- 1955
  - Jean Vidal - Zola, cortometraggio
- 1956
  - Alain Resnais - Notte e nebbia (Nuit et brouillard), cortometraggio
- 1957
  - Alain Jessua - Léon la lune, cortometraggio
- 1958
  - Louis Grospierre - Les femmes de Stermetz, cortometraggio
- 1959
  - Claude Chabrol - Le beau Serge
- 1960
  - Jean-Luc Godard - Fino all'ultimo respiro (À bout de souffle), lungometraggio
  - Édouard Luntz - Les enfants des courants d'air, cortometraggio
- 1961
  - Jean-Paul Sassy e Jacques Panijel - La peau et les os
- 1962
  - Yves Robert - La guerra dei bottoni (La guerre des boutons)
  - Maurice Cohen - 10 juin 1944, cortometraggio
- 1963
  - Frédéric Rossif - Morire a Madrid (Mourir à Madrid)
  - Chris Marker - La Jetée, cortometraggio
- 1964
  - Robert Enrico - La belle vie
  - Robert Destanques - San Fermin, cortometraggio
- 1965
  - Gérard Belkin - Fait à Coaraze, cortometraggio
- 1966
  - Ousmane Sembène - La nera di... (La noire de...)
- 1967
  - William Klein - Qui êtes-vous Polly Maggoo?
- 1968
  - Christian de Chalonge - O salto
  - Fernand Moszkowicz - Désirée, cortometraggio
- 1969
  - Maurice Pialat - L'enfance nue
  - Louis Roger - Le deuxième ciel, cortometraggio
- 1970
  - Raoul Coutard - Sciuscià nel Vietnam (Hoa-Binh)
  - Louis Gomes - La passion selon Florimond, cortometraggio
- 1971
  - Jean-Louis Bertucelli - Remparts d'argile
  - Jean Charles Tacchella - Derniers hivers, cortometraggio
- 1972
  - Jérôme Laperrousaz - Continental Circus
- 1973
  - Guy Gilles - Absences répétées
  - Pascal Aubier - Le soldat et les trois soeurs, cortometraggio
- 1974
  - Bernard Queyssanne e Georges Perec - Un homme qui dort
  - Théo Robichet e Bruno Muel - Septembre chilien, cortometraggio
- 1975
  - René Féret - Histoire de Paul
  - Christian Broutin - La corrida, cortometraggio
- 1976
  - Frank Cassenti - L'affiche rouge
  - Christian Paureilhe - Caméra, cortometraggio
- 1977
  - Christian Bricout - Paradiso
- 1978
  - Jacques Champreux - Bako, l'autre rive
- 1979
  - Jacques Davila - Certaines nouvelles
  - Gérard Marx - Nuit féline, cortometraggio
- 1980
  - René Gilson - Ma blonde entends-tu dans la ville?
- 1981
  - Jean-Pierre Sentier - Le jardinier
- 1982
  - Philippe Garrel - L'enfant secret
  - Marie-Claude Treilhou - Lourdes l'hiver, cortometraggio
- 1983
  - Gérard Mordillat - Vive la sociale!
  - Pierre-Henry Salfati - La fonte de Barlaeus, cortometraggio
- 1984
  - non assegnato
- 1985
  - Mehdi Charef - Le thé au harem d'Archimède
  - Michel Chion - Éponine, cortometraggio
- 1986
  - Jacques Rozier - Maine Océan
  - Agnès Merlet - Poussières d'étoiles, cortometraggio
- 1987
  - Laurent Perrin - Buisson ardent
  - Joël Farges - Pondichéry, juste avant l'oubli, cortometraggio
- 1988
  - Luc Moullet La comédie du travail
  - François Margolin - Elle et lui, cortometraggio
- 1989
  - Sijie Daï - Niu-Peng, distribuito in Francia con il titolo di Chine ma douleur
  - Marie-Christine Perrodin - Le porte-plume, cortometraggio
- 1990
  - Patrick Grandperret - Mona et moi
  - Michel Such - Elli fat mat, cortometraggio
- 1991
  - Éric Barbier - Le Brasier
  - Arnaud Desplechin - La Vie des morts, cortometraggio
- 1992
  - Olivier Assayas - Contro il destino (Paris s'éveille)
  - Sophie Fillières - Des filles et des chiens, cortometraggio
- 1993
  - Anne Fontaine - Les histoires d'amour finissent mal... en général
  - Emmanuel Descombes - Faits et gestes, cortometraggio
- 1994
  - Cédric Kahn - Trop de bonheur
  - Jacques Maillot - 75 centilitres de prière, cortometraggio
- 1995
  - Xavier Beauvois - N'oublie pas que tu vas mourir
  - Laurent Cantet - Tous à la manif, cortometraggio
- 1996
  - Pascal Bonitzer - Encore, lungometraggio
- 1997
  - Bruno Dumont - L'età inquieta (La vie de Jésus)
  - Thomas Bardinet - Soyons amis, cortometraggio
- 1998
  - Claude Mourieras - Dis-moi que je rêve
  - Sébastien Lifshitz - Les corps ouverts, cortometraggio
- 1999
  - Noémie Lvovsky - La vie ne me fait pas peur
- 2000
  - Patricia Mazuy - Saint-Cyr
  - Orso Miret - De l'histoire ancienne, cortometraggio
- 2001
  - Emmanuel Bourdieu - Candidature, mediometraggio
  - Alain Guiraudie - Ce vieux rêve qui bouge, mediometraggio
- 2002
  - Charles Najman - Royal Bonbon
  - Michel Klein - L'arpenteur, cortometraggio
- 2003
  - Jean-Paul Civeyrac - Toutes ces belles promesses
  - Nathalie Loubeyre - La coupure, cortometraggio
- 2004
  - Patrick Mimouni - Quand je serai star
  - Olivier Torres - Quand la nuit sera longue, cortometraggio
- 2005
  - Jérôme Bonnell - Les yeux clairs
  - Julien Samani - La peau trouée, cortometraggio
- 2006
  - Laurent Achard - Le Dernier des fous
- 2007
  - Tomasz Wolski - Klinika, cortometraggio documentario
- 2008
  - Emmanuel Finkiel - Nulle part, terre promise
- 2009
  - Olivier Ducastel, Jacques Martineau - L'Arbre et la Forêt
  - Mikhael Hers - Montparnasse, cortometraggio
- 2010
  - Katell Quillévéré - Un poison violent
  - Nicolas Pariser - La République, cortometraggio
- 2011
  - Rabah Ameur-Zaïmeche - Les Chants de Mandrin
  - Damien Manivel - La Dame au chien cortometraggio
- 2012
  - Héléna Klotz - L'Âge atomique
  - Louis Garrel - La Règle de trois e Vincent Dietschy La Vie parisienne, cortometraggi
- 2013
  - Jean-Charles Fitoussi - L'Enclos du temps
  - Yann Le Quellec - Le Quepa sur la vilni !, cortometraggio
- 2014
  - Jean-Charles Hue - Mange tes morts : Tu ne diras point
  - Sébastien Betbeder - Inupiluk, cortometraggio
- 2015
  - Damien Odoul - La Peur
  - Pierre-Emmanuel Urcun - Le Dernier des Céfrans, cortometraggio
- 2016
  - Albert Serra - La Mort de Louis XIV
  - Vincent Le Port - Le Gouffre, cortometraggio
- 2017
  - Mathieu Amalric - Barbara
  - Emmanuel Marre - Le Film de l'été, cortometraggio
- 2018
  - Jean-Bernard Marlin - Shéhérazade (ex aequo)
  - Yann Gonzalez - Un couteau dans le cœur (ex aequo)
  - Guillaume Brac - L'Amie du dimanche, cortometraggio
- 2019
  - Stéphane Batut - Vif-Argent
  - Claude Schmitz - Braquer Poitiers, cortometraggio
- 2020
  - Sophie Letourneur - Énorme
  - Mathilde Profit - Un adieu, cortometraggio
- 2021
  - Axelle Ropert - Petite Solange
  - Lila Pinell - Le Roi David, cortometraggio
- 2022
  - Alice Diop - Saint Omer
  - Virgil Vernier - Kindertotenlieder, cortometraggio
- 2023 
  - Dominique Marchais - La Rivière
  - Julia Kowalski -  J’ai vu le visage du diable, cortometraggio
- 2024
  - Louise Courvoisier -  Vingt Dieux
  - Laïs Decaster - Car Wash, cortometraggio